# سیتروئن اس‌ام
سیتروئن اس‌ام (انگلیسی: Citroën SM) یک خودروی کوپه سایز بزرگ است که توسط خودروسازی فرانسوی سیتروئن از سال ۱۹۷۰ تا ۱۹۷۵ تولید شد.
اس‌ام در مسابقه بهترین خودروی سال اروپا در سال ۱۹۷۱ به عنوان خودروی سوم انتخاب شد، این خودرو در سال ۱۹۷۲ نیز برنده جایزه خودروی ترند موتور سال آمریکا شد. این خودرو در زمان خود جزو بهترین و پرامکانات‌ترین خودروهای زمان خود محسوب می‌شد.